# Наталія (село)
Ната́лія — село в Україні. Входить до складу Довбиської селищної громади Звягельського району Житомирської області. Населення становить 458 осіб (2001).

## Історія
У 1906 році колонія Курненської волості Новоград-Волинського повіту  Волинської губернії. Відстань від повітового міста 34 версти, від волості 9. Дворів 25, мешканців 145.

## Населення

### Мова
Розподіл населення за рідною мовою за даними перепису 2001 року:
| Мова       | Кількість | Відсоток |
| ---------- | --------- | -------- |
| українська | 448       | 97.82%   |
| російська  | 10        | 2.18%    |
| Усього     | 458       | 100%     |